# Моравські Топлиці (община)
Община Моравські Топлиці (словен. Občina Moravske Toplice) — одна з общин Словенії. Адміністративним центром є місто Моравські Топлиці.

## Населення
У 2011 році в общині проживало 5970 осіб, 2976 чоловіків і 2994 жінок. Чисельність економічно активного населення (за місцем проживання), 2335 осіб. Середня щомісячна чиста заробітна плата одного працівника (EUR), 818,79 (в середньому по Словенії 987.39). Приблизно кожен другий житель у громаді має автомобіль (51 автомобілі на 100 жителів). Середній вік жителів склав 44,0 роки (в середньому по Словенії 41.8). 